# Shahrestān di Saduq
Lo shahrestān di Saduq (farsi شهرستان صدوق) è uno degli 11 shahrestān della provincia di Yazd, il capoluogo è Ashkuzar. Lo shahrestān è suddiviso in 2 circoscrizioni (bakhsh):
- Centrale (بخش مرکزی)
- Nadushan (بخش ندوشن), con la città di Nadushan.